# Видеркер Вилиџ (Арканзас)
Видеркер Вилиџ (енгл. Wiederkehr Village) јесте град у америчкој савезној држави Арканзас.

## Демографија
Према попису из 2010. године, број становника је 38, што је 8 (–17,4%) становника мање него 2000. године.
| Група             | 2000.      | 2010.      |
| Белци             | 44 (95,7%) | 37 (97,4%) |
| Афроамериканци    | 0 (0,0%)   | 0 (0,0%)   |
| Азијати           | 1 (2,2%)   | 0 (0,0%)   |
| Хиспаноамериканци | 0 (0,0%)   | 0 (0,0%)   |
| Укупно            | 46         | 38         |